# 奥托·克林伯格
奥托·克林伯格（Otto Klineberg；1899年11月2日—1992年3月6日）是一个加拿大出生的心理学家，担任哥伦比亚大学和巴黎大学的社会心理学教授。他在1930年代进行美国白人和黑人学生智力的研究工作，在1954年布朗訴托皮卡教育局案中，他在特拉华州作为专家证人作证，最终美国最高法院判决学校中的种族隔离非法。他在联合国教科文组织和其他地方的工作，帮助在国际上推广心理学。

## 生平
奥托·克林伯格出生于加拿大魁北克市，在蒙特利尔长大。他于1919年获得麦吉尔大学学士学位，1920年获得哈佛大学哲学硕士学位，1925年获得麦吉尔医学学位，1927年获得哥伦比亚大学心理学博士学位。他留在哥伦比亚，担任新成立的社会心理学系主任。在那里，他受到了德国人类学家弗朗茨·博厄斯的影响，后者在哥伦比亚大学创建了文化人类学博士课程。
1929年，他开始研究非洲裔美国人和美洲原住民之间的心理差异，虽然在当时存在争议，但这有助于纠正以前对种族自卑的看法。 克林伯格的研究主要集中在种族问题、少数民族、移民、国籍、和其他与文化和个性相关的主题上。 1931年，他认为种族优越论没有科学依据的观点引起争议。
1933年，他与塞尔玛·金茨勒结婚，育有一个女儿和两个儿子。克林伯格操多种语言，除了主要的罗曼语族语种外，还讲英语、德语、汉语。
在1950年代和1960年代初，克林伯格担任联合国教科文组织社会科学的高级职务。他帮助建立了国际社会科学理事会和国际心理科学联盟，在执行委员会任职（1951-1969年），担任秘书长（1955-1960年）和主席（1960-1963年）。
1961年至1982年，他任教于巴黎大学，并领导国际集团间关系中心。1963年，克林伯格在华盛顿特区举行的第17届国际心理学大会担任主席。他还是世界精神卫生联合会、美洲心理学会、美国东部心理学会和社会问题心理研究学会会长。
1982年退休后，他住在曼哈顿，在纽约市立大学兼职，直到1990年。他在晚年罹患帕金森氏症，1992年在贝塞斯达 (马里兰州)去世。